# Manfred Beike
Manfred Beike ist ein deutscher Marine- und Militärhistoriker.
Manfred Beike promovierte 1987 mit der Arbeit Die marxistisch-leninistische Militärwissenschaft über die Prinzipien der Kriegskunst. Die Anwendung und Entwicklung von Prinzipien der Kriegskunst durch die Befehlshaber der antiken griechisch-römischen Kriegsflotte sowie die sich daraus ergebenden Bedeutung für die Gegenwart an der Militärakademie „Friedrich Engels“ der NVA in Dresden. In überarbeiteter Form erschien das Buch als Kriegsflotten und Seekriege in der Antike, es fand eine weite Verbreitung und erlebte 1990 eine zweite Auflage. 1990 legte Beike wieder an der Militärakademie in Dresden, wo er als Dozent lehrte, seine Dissertation B zum Thema Die Seekriegsgeschichte bis zum Ende des Zweiten Weltkrieges und die sich in ihr vollziehende Entwicklungstendenzen vor. Auch nach der politischen Wende publizierte Beike weiter zu diesen Themengebieten.

## Schriften
- Kriegsflotten und Seekriege der Antike. Militärverlag, Berlin 1987, ISBN 3-327-00289-4, (Kleine Militärgeschichte. Kriege).
- Kaleidoskop der Seeschlachten. Band 1: Armada, Trafalgar, Tsushima, „Bismarck“. Brandenburgisches Verlagshaus, Berlin 1990, ISBN 3-327-00910-4.
- Berühmte Seeschlachten 1862 - 1945. Militzke, Leipzig 2003, ISBN 3-86189-286-3.